# Presente (canción)
«Presente» es una canción de rock argentino compuesta por Ricardo Soulé e interpretada por la banda argentina Vox Dei, considerada como una de las canciones más destacadas e influyentes del rock en español. La misma era la última canción del lado B del primer álbum de estudio de la banda, Caliente (editado por el sello Mandioca), el cual se volvió un éxito instantáneo al estrenarse, por lo que "Presente" fue lanzado también como disco sencillo (MS015) ese año. La canción volvió a ser un éxito en el año 1993, cuando fue incluida como parte de la banda sonora de la película Tango feroz - La leyenda de Tanguito. A pesar de ser editado con varios títulos, el sencillo es mayormente conocido como Presente, que fue su título original. La canción ha sido considerada como la 7ª mejor de la "Historia del rock argentino", de acuerdo a MTV y Rolling Stone.

## Historia
Presente integra el primer grupo de canciones de la banda, cuando decidieron comenzar a cantar en español, luego de que se lo aconsejara Luis Alberto Spinetta, por entonces un talentoso adolescente que aún no había ganado el éxito que poco después alcanzaría con Muchacha (ojos de papel). Ese primer grupo de canciones estaba integrado por "Azúcar amarga" (originalmente "Bitter Sugar"), "Quiero ser" y "Presente", todas del año 1969. La primera interpretación masiva del tema fue en el Festival Beat de la Canción, en junio de 1969.
Presente, al igual que otras canciones de la banda, debieron cambiar su nombre original cuando los músicos se asociaron a SADAIC, debido a que esos títulos ya estaban registrados. Esa es la razón por la cual Presente pasó a llamarse El momento que no estás (presente), para luego invertir el orden. Fue incluida en el álbum Caliente, con el título de Presente (aún no estaban asociados a SADAIC). Pero poco después Mandioca quebró, y la banda debió reeditar el álbum con el nombre de Cuero Caliente, donde el tema aparece como El momento en que estás (presente). Otros temas que cambiaron su nombre fueron "Canción para una mujer" que pasó a llamarse "Canción para una mujer (que no está)", "Total" pasó a llamarse "A nadie le interesa si quedás atrás (total qué)", y "Cuero" fue rebautizada como "Tan solo estás recordándome".

De todas maneras siempre triunfó la voluntad de la gente, que era finalmente la que ponía los títulos. Nuestro público sabía que era Presente, y no El momento en que estás. (Ricardo Soulé)

El tema fue grabado por primera vez por el sello Mandioca, como segundo simple de la banda (el primero fue Azúcar amarga/Quiero ser). Presente ocupó el lado A y Dr. Jeckill el lado B. Simultáneamente sacarían el álbum Caliente y un tercer simple (Canción para una mujer/Total que).
Ricardo Soulé contó en un reportaje las circunstancias de su creación, grabación y lanzamiento:

Esa canción la compuse cuando estaba en el secundario, había sufrido una especie de desamor y eso me generó una tristeza muy grande. Lo curioso fue cuando terminamos de grabar el disco, que el tema estaba tan fuera de contexto que no sabíamos donde meterlo. Entonces le tocó el peor lugar de todos, el último tema del lado B. Ahí fue a parar, y al final fue la canción que más trascendencia tuvo de todo el repertorio. Conclusión: uno no tiene idea del destino que puede tener las obras que escribe, va más allá de la voluntad de los artistas. (Ricardo Soulé)

## La letra
La letra, escrita por Ricardo Soulé cuando aún se encontraba en la escuela secundaria, debido a la ruptura de un amor adolescente, parte de la idea de que "todo termina" y que por lo tanto sólo tiene sentido el presente. No hay mañana, porque «al final de cuenta, termino cada día (y) empiezo cada día: creyendo en mañana, fracaso hoy».
La canción tiene un fondo de amargura, en el que pueden detectarse influencias tangueras. Al igual que en el tango, casi desde una perspectiva filosófica, la decepción amorosa lleva a Soulé a reflexionar sobre el tiempo y la naturaleza fugaz de la existencia. Está inspirada en Coplas Por La Muerte De Su Padre que el poeta Jorge Manrique escribió en el Medioevo español.
Sin embargo, a pesar de la amargura y la dureza de sus afirmaciones existencialistas, la letra de Presente contiene una apertura al futuro, en un brevísimo verso algo desconectado del resto, pero que no pasa desapercibido, cuando dice «tal vez otra mujer». La fuerza de este fragmento de la canción radica en su contraposición a todo el resto. Por un lado, la expresión «tal vez...» contrasta con las certezas absolutas volcadas en el resto de la canción. Por otro lado, pensar en la posibilidad de «...otra mujer», de un nuevo amor, hace reaparecer al futuro.

## La música
Existen dos versiones básicas de la canción interpretadas por Vox Dei:
- la primera, grabada en 1969 y lanzada como simple en 1970 e incluida en el álbum Caliente (1970), como último tema del lado B. Esta versión original está interpretada por una formación inicial como quinteto: Willy Quiroga (bajo y voz), Juan Carlos "Yodi" Godoy (guitarra y voz), Ricardo Soulé (guitarra y voz), Rubén Basoalto (batería) y Rolando Morris Robinson (percusión). Casi inmediatamente después Robinson dejó la banda, y a finales del año siguiente Godoy hizo lo mismo.
- la segunda, grabada en 1972 e incluida en el álbum Cuero Caliente, regrabación de los temas del álbum inicial "Caliente", debido a que el sello Mandioca había quebrado y los registros incautados. En esta versión, Godoy había abandonado Vox Dei, y está interpretada por Willy Quiroga (bajo y voz), Ricardo Soulé (guitarra y voz) y Rubén Basoalto (batería).

La canción tiene tres partes: el cuerpo principal, compuesto por cuatro versos (dos cantados en la primera parte y dos en la segunda), el estribillo («creía que el amor...») y una coda final («cuánta verdad...»), seguida nuevamente por el estribillo que se pierde en un desvanecimiento. Cuando el tema parece acabado, vuelve a aparecer la melodía del estribillo con fuerza, esta vez tarareada a coro por la banda. Conocer esta "reaparición" final del estribillo, se volvió en los años 70 una especie de código juvenil. El tema se inicia con un riff de guitarra eléctrica (más elaborado en la segunda versión) e incluye un solo de guitarra eléctrica al final. 
La canción tiene una tercera versión, que se ha vuelto la más conocida, incluida como tema central en la película Tango feroz: la leyenda de Tanguito. Esta versión es interpretada por Fernando Barrientos y sigue básicamente la original, con algunas diferencias de entonación. Sin embargo tiene una notable diferencia en el final, eliminando la "reaparición" del estribillo.
Musicalmente también es muy importante el juego de sonoridades de las palabras "to-do" (cantado en mi) y "na-da" (cantado en do), al comienzo de cada verso de la primera estrofa, haciendo coincidir las dos sílabas de cada palabra, con el ritmo básico de la canción.
Vox Dei se caracterizó por estar integrada por cantantes barítonos, algo que jugó un importante papel en el estilo pesado (heavy) que adoptaron desde un inicio. Presente es un ejemplo clásico de las canciones barítonas de Vox Dei. En ambas versiones, si bien el peso del canto recae sobre Ricardo Soulé, no es éste quien abre el tema y canta la primera parte, sino que lo hace
Willy Quiroga en todas las grabaciones donde está el grupo original (Ricardo Soulé, Willy Quiroga y Rubén Basoalto) e inclusive en la primera donde también hace coros Juan Carlos Godoy

## Influencia
A pesar de la amargura que subyace en la canción, su mensaje central, vivir el presente (y su corolario no esperar), fue parte medular de la ideología contracultural de toda una generación de jóvenes argentinos, nacidos aproximadamente entre 1945 y 1960, inserta a su vez en el movimiento juvenil mundial que tuvo su epicentro en el verano del amor norteamericano (1967) y el mayo francés (1968). La defensa radical del presente, de «el momento en que estás», fue tomado como una convocatoria al protagonismo de la juventud en todos los campos, desde las relaciones de pareja (no esperar al matrimonio para amarse sexualmente) hasta las relaciones sociales (¡actuar ya!). Fue también un mensaje generacional: ese era el momento de los jóvenes y no había que esperar a la adultez para realizar sus deseos.
La exitosa versión de Presente cantada en la película Tango Feroz volvió a popularizar el tema, y al mismo tiempo lo convirtió nuevamente en un éxito en 1993. La misma fue realizada por Fernando Barrientos.